# کارین رودریگز
کارین رودریگز (انگلیسی: Karin Rodrigues؛ زادهٔ ۸ نوامبر ۱۹۷۱) بازیکن والیبال اهل برزیل است.